# Lepanthes stenophylla
Lepanthes stenophylla é uma espécie de orquídea (Orchidaceae) dispersa do México à Venezuela.